# ای‌وی‌ام
ای‌وی‌ام (انگلیسی: AVM) شرکت سخت‌افزار آلمانی است، که در سال ۱۹۸۶ تأسیس شد.